# まじかるランドRPG
まじかるランドRPGは和栗朗とORGが制作したファンタジーテーブルトークRPG（TRPG）。1992年に大日本絵画からA4判書籍にて発売された。

## 概要
コメディ要素をふんだんに取り入れたファンタジーTRPG。ルールブックによるとジャンルは「るんるんファンタジー」。
ゲームシステムの骨子としてはパーセンテージロールを使った比較的オーソドックスなものだが、一部のルールやデータにギャグ風味を強めるための工夫がされている。
例えば、各キャラクタークラスにはギャグ風味が強い能力が一つは用意されている（「蛮族」クラスの者は頭が悪いから精神抵抗力が強い、「姫（プリンセス）」クラスの者は目をうるうるさせて相手に自分の願い事を聞いてもらえる、など）。また、プレイヤーキャラクターは作成時に一定の確率で特殊な設定を得られるチャンスがあり（ライフパスのようなもの）、その中にはかなり奇天烈なものもあるため、変人めいたキャラクターが作られやすい。他にも、魔法には失敗確率があるため暴発してトラブルが起こりやすくなっており、「攻撃魔法が暴発して術者が黒こげ」などギャグ漫画的なシチュエーションが発生しやすくなっている。戦闘で敵を倒しても殺したくない場合、他システムでは「攻撃前に手加減を宣言する」などの方法で処理するところを、本システムでは「倒した後で『今のは峰打ちじゃ』と言う」と定めているのも、必要以上の緊張感を作らない要因になっている。
『まじかるランドRPG』にはコメディ要素とは別に「オールインワン思想」という特徴がある。これはサプリメントを一切必要とせず、たった一冊のルールブックだけで長期のキャンペーンプレイを楽しめるというコンセプトのことである。『まじかるランドRPG』は基本ルールブックにルールとデータを大量に詰め込むという手法で「オールインワン思想」を実現していた。A4書籍312ページというボリュームも当時の国産ゲームの基本ルールブックでは最大級である。また、リプレイや初心者用のガイド記事、一人用シナリオなども掲載されており、当時の日本のTRPG市場において必要だと言われていたユーザーサポート要素もルールブック一冊に全てつめこんでいる。そして「オールインワン思想」を体言するかのように、『まじかるランドRPG』はルールブック以外には一切の関連製品が発売されなかった。

## システム

### キャラクター作成
まずは能力値を決定する。能力値は（筋力、器用さ、知識度、魔力、体力、敏捷さ、幸運度、容姿）の8つがあり、それぞれ6面ダイス一つで決定される。能力値の決定時に6が出ると、次に4以上で7以上の能力値になる。5、6が出続ける限り（+1）何度でも振り足せる。
次に、種族と職業（キャラクタークラス）を１つずつ選択する。これにより特殊能力や技能が付加されることがある。
最後にそのキャラクター独自の「特殊設定」を決定する。これは専用の表を使ってダイスで決定する。なお、特殊設定は誰でも習得できるものではなく、20％の確率でのみ入手できる。
これら全てが決定してから最終値から（命中値、射撃値、回避値、HP、MP、R1、R2、R3）を算出する。装備を決め、呪文を習得して完成。装備と呪文習得については詳細は後述する。

### 行為判定
行為判定はパーセンテージロールと能力値判定の二種類がある。
パーセンテージロールは、特殊能力や技能を使用するとき、または戦闘の命中判定などに使われる判定であり、1～100の乱数を発生させてキャラクターの技能値や命中値以下を出せば成功となる。これには10面体ダイス二個が必要となる。
能力値判定は特殊能力や技能では表現しきれないこと全てを扱う判定であり、いわゆる「一般行為判定」である。これは判定状況により使われるダイスが異なり、6面ダイス1個、8面ダイス1個、10面ダイス1個のいずれかの下方判定となる。

### 戦闘
戦闘はいたってシンプルで、命中値（クラスにより異なるが、筋力×2＋50＋武器ボーナスなど）に、相手の回避値を引いて、
それ以下を出せば命中。また射撃武器の多くが、複数回攻撃（2回、もしくは3/2回･･･1ラウンドに1回､2ラウンドに2回(以後繰り返し)）できる仕様になっている。
選択ルールも多く、1ラウンド貯めて（最大3回まで）命中を上げることもできるし、相手の急所を狙って（命中にマイナス修正）ダメージを上げることもできる。条件を満たせれば二刀流も可能。
経験値はモンスターのLVとHPを基本に、それぞれが持つ特殊能力を加味して、算出されている。。
凝るGM用に、HPとMPのバリエーション表もある。

### 装備
クラスごとに武器・鎧等の制限がある。一部の武器は経験値の10（20）％を支払うことで使用可能。武器の選択によっては、（3D6､3D8､2D10）を必要とする。

### 魔法
「まじかるランド（魔法の国）」のタイトルが示すように、本作は魔法の要素が非常に大きなものとして扱われており、ルール的にも特徴的な部分となっている。
本作では魔法は呪文を一つ一つ個別に習得するシステムをとっている。まず、能力値の知識度ごとに、そのLVに応じたダイスを振って、LCポイントを決定する。そのLCを消費して呪文を得る（LVアップ以外にも、冒険中に研究を行って増やすことも可能）。魔法の呪文は200個が用意されているが、魔法は属性別にリスト化されており、属性を持つ者が同じ属性の呪文を習得する場合、LCが半分（切り上げ）で済む
習得した呪文にはそれぞれ個々に「習得段階」が設定される。呪文の習得段階が高ければ呪文使用に関わるMPの消費を抑えられる。習得段階はLCを消費することで上昇させることができ、LCさえあれば初めての習得時にいきなり高レベルの習得段階に達することも可能である。なお、本作のMPは、「最大MPは高いが、回復させる手段が少ない」というバランスで設定されているため、一つの呪文で消費されるMPの量は非常に重要な要素となっている。
これらのことから、同じLCを持つ魔法使い同士でも、「習得段階の低い呪文を数多く習得しているが、MP消費が多いため魔法を使える回数自体は少ない」キャラクターと、「習得段階の高い呪文を数個しか使えないが、MP消費が少ないため魔法を使える回数は多い」キャラクターでは全く動き方が異なり、仮に魔法使いが複数いても自然と役割が分かれるように工夫されている。

#### コモンマジック
ステータスシンボル（低級かつ趣味的）として、一般人のマジックがある。魔法使い・冒険者が、お嬢様魔法としてはなから馬鹿にしている低俗の魔法であるがそれゆえに多様性があり、ユーザーがその効果を自作することが可能である。
コモンマジックを自作する場合のガイドラインとしては、ゲームプレイ上で有益に使えるようなコモンマジックを作成することは禁止されており、「見た目だけが派手な呪文」「何に使ったらよいか分からない呪文」などが良いとしている。また、世俗的で実用的な呪文（掃除をする呪文等）を習得すると「魔法の品位を落とす下賤な呪文」として排斥され、白い目で見られるばかりか、人格まで疑われてしまうとされる。
コモンマジックの実例として、
- 空間に前衛芸術のようなイメージを描く魔法
- 少しだけトクした気分になる魔法
- ダイヤモンドを粉々にする魔法
- 効果がどうしても分からない魔法

など、15個の魔法がルールブックで紹介されている。

## 世界設定
基本的には、各々のGMが構築することを前提としており、あえてほとんど紹介していない。
しかし、サンプルワールドとして「マジカルらんど」が紹介されており、見開き巻頭カラーの世界地図、神様一覧表、観光案内などがある。

## 作品一覧
- まじかるランドRPG（基本ルールブック） ISBN 978-4499205856

発行所：株式会社大日本絵画
発行人：小川光二
編集人：高橋昌也